# Monica Okoye
Monica Okoye (オコエ桃仁花?, Okoe Monika; Tokyo, 7 febbraio 1998) è una cestista giapponese.

## Carriera
Con il Giappone ha disputato i Giochi olimpici di Tokyo 2020, due Campionati mondiali (2018, 2022) e i Campionati asiatici del 2021.